# İmrenler, Seydiler
İmranlar là một xã thuộc huyện Seydiler, tỉnh Kastamonu, Thổ Nhĩ Kỳ. Dân số thời điểm năm 2008 là 63 người.